# Tabuladora

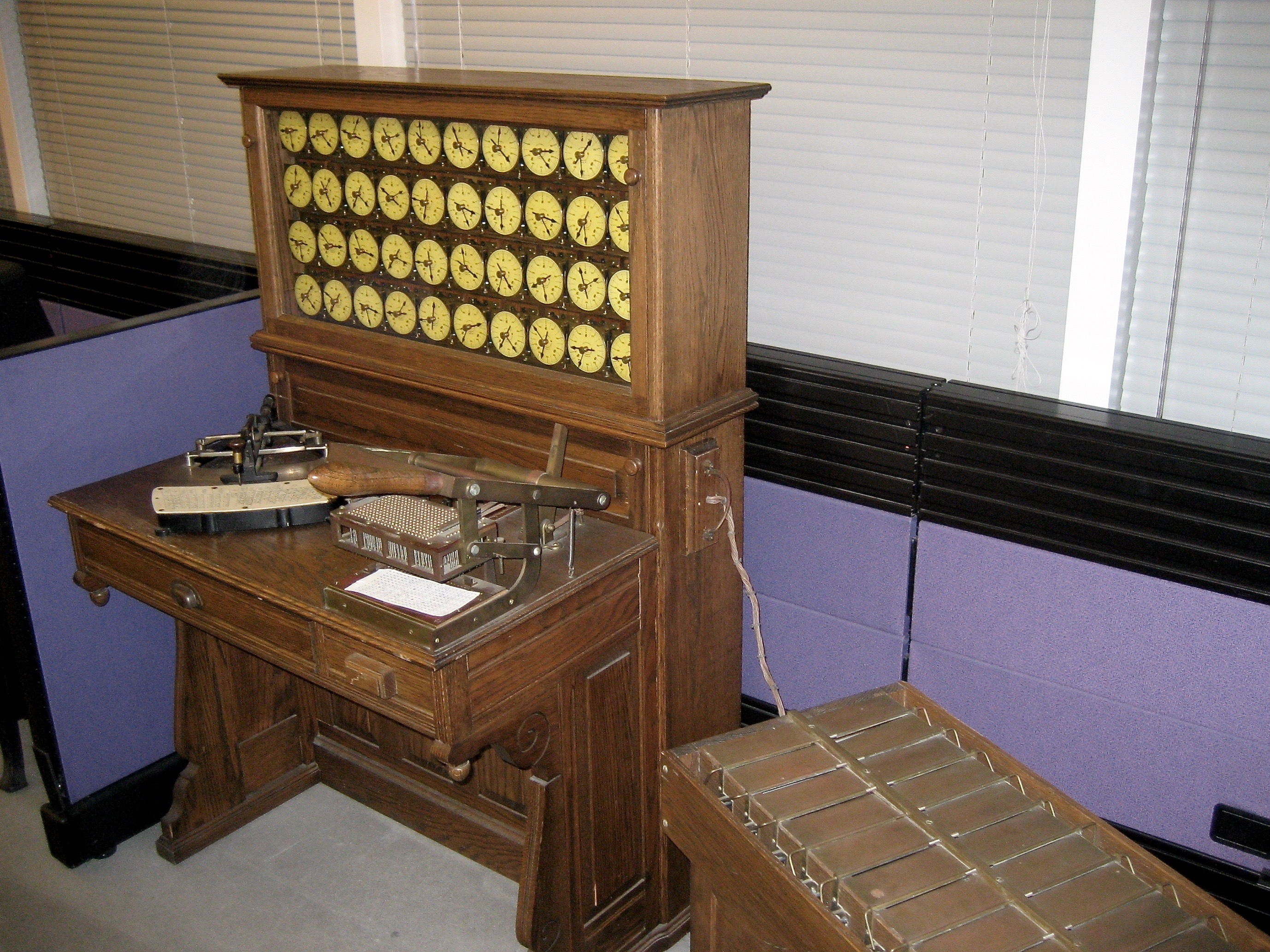
Tabuladora.

La tabuladora es una de las primeras máquinas de aplicación en informática.
En 1889, Herman Hollerith (1860-1929) había desarrollado un sistema de tarjetas perforadas eléctricas y basado en la lógica de Boole, aplicándolo a la tabulacion en Estados Unidos, durante el proceso total no más de dos años y medio. La máquina tenía un lector de tarjetas, un contador, un clasificador y un tabulador creado por el mismo. Así, en 1896, Hollerith crea la Tabulating Machine Company, con la que pretendía comercializar su máquina. La fusión de esta empresa con otras tres (International Time Recording Company, la Computing Scale Corporation, y la Bundy Manufacturing Company), dio lugar, en 1924, a la International Business Machines Corporation (IBM).

## Contexto histórico
En 1790 se realizó el primer censo de los Estados Unidos. Las autoridades pudieron disponer de los resultados en un tiempo razonable inferior a los 9 meses, pero en 1860 el país había cambiado y la población se había multiplicado prácticamente por 10, lo que supuso un problema por el nivel de la tecnología presente.
El censo de 1880 ya tardó 7 años en completarse: la realización del censo comenzaba a volverse impracticable. Con intenciones de poner fin a estas dificultades, el Departamento Estatal de Censo convocó un concurso en 1889 para conseguir encontrar nuevos equipamientos para realizar el censo del año siguiente. La máquina tabuladora de Herman Hollerith fue la ganadora, y gracias a su uso, el gobierno pudo disponer de sus datos del censo en solo 2 años.

## Orígenes de la máquina
Durante su trabajo en el censo, Hollerith conoció a John Shaw Billingsquien le comentó que un proceso mecánico como el de tabular datos debería ser llevado a cabo por máquinas basadas en el telar de Joseph Marie Jacquard ya usado en 1801,mediante el uso de tarjetas perforadas que aplicaban el concepto de código binario publicado en 1623 por el filósofo Francis Bacon en su De Augmentis Scientarum. 
El censo de 1880 había demandado siete años de análisis, y según las proyecciones de aumento poblacional, el censo de 1890 implicaría más de 10 años de tabulación y cálculo manual. Así, Hollerith comenzó a trabajar en el diseño de una máquina tabuladora o censadora que permitiera reducir el tiempo de análisis de datos, buscando mecanizar la tabulación manual.
Hollerith patentó su máquina en 1889, que es solo una dentro de sus más de treinta patentes.
Hollerith observó que la mayor parte de las preguntas contenidas en los censos se podían contestar con opciones binarias: SÍ o NO, abierto o cerrado. Entonces ideó una tarjeta perforada, una cartulina compuesta por 80 columnas con 2 posiciones, con la cual se contestaba este tipo de preguntas.
También había hecho lo suyo el científico e inventor británico Charles Babbage (1791-1871), quien diseñó entre 1833 y 1842 una máquina analítica que nunca terminó de construir para ejecutar programas de tabulación, aplicando la misma lógica de código binario utilizada por Jacquard. Babbage es considerado por muchos como el verdadero “Padre de la computación”, antes que Hollerith, aunque su invento nunca se materializó. Es de notar que a pesar de que su máquina analítica nunca vio la luz, la matemática Ada Lovelace, hija de lord Byron, se interesó sobremanera en la máquina de Babbage y escribió varios programas para su funcionamiento teórico, lo que convierte a Ada en la primera programadora de computadoras de la historia.
Así, Herman Hollerith, hace más de un siglo, pasó con su máquina tabuladora a las páginas de la historia de la tecnología, inscribiéndose como el primer hombre que logró llevar a cabo el tratamiento automático de la información, es decir, como el padre de la informática.

## Resultados
En 1890, Hollerith había desarrollado un sistema de tarjetas perforadas eléctricas y basado en la lógica de Boole, aplicándolo a una máquina tabuladora de su invención.
Ese año, el Gobierno estadounidense eligió la máquina tabuladora de Hollerith para elaborar el censo. Con este método, el resultado del recuento y análisis censal de los 62.622.250 habitantes estuvo listo en solo seis semanas.
Años después, en 1896, Hollerith fundó la empresa Tabulating Machine Company, con el fin de explotar comercialmente su invento. En 1911, dicha compañía se fusionó con Dayton Scale Company, International Time Recording Company y Bundy Manufacturing Company, para crear la Computing Tabulating Recording Company (CTR). El 14 de febrero de 1924, CTR cambió su nombre por el de International Business Machines Corporation (IBM), cuyo primer presidente fue Thomas John Watson, que curiosamente no estaba muy convencido del futuro que podían tener estas máquinas.

## Funcionamiento
La idea principal en la que se basa la máquina de Hollerith es que la tarjeta puede hacer de aislante eléctrico excepto en las zonas agujereadas. Cada tarjeta se sitúa sobre varios recipientes abiertos y llenos de mercurio. Por encima de la tarjeta hay una serie de cables en forma de muelle; cable por cada posible agujero de la tarjeta. Cuando este conjunto de cables se presionan contra la tarjeta, algunos de ellos (los que han quedado por encima de un agujero) pueden llegar a entrar dentro de los botes de mercurio, y así cerrar el circuito eléctrico.
Después de leer cada tarjeta, la máquina hace varias cosas: incrementa un contador, hace sonar una campana para avisar al operario que ya lo ha leído, y abre un cajón concreto para almacenar la tarjeta. El cajón escogido depende de la información leída en la tarjeta.

## Modelos y cronología
1. La primera tabuladora de Hollerith fue utilizada en los EE. UU. para realizar el censo del año 1890.[5]
2. La primera tabuladora desarrollada por la Tabulating Machine Company (TMC) surgió en 1906. Esta tabuladora operaba 150 tarjetas por minuto.
3. La primera tabuladora-impresora de TMC se desarrolló en 1920.
4. La TMC Type IV Accounting Machine (luego rebautizada como IBM 301) fue marcar la transición de tabuladoras a Accounting Machines. Esta máquina podía clasificar 100 tarjetas por minuto.
5. La IMB 401 fue presentada en 1933. Esta era capaz de clasificar 150 tarjetas por minuto y datos alfanuméricos a 80 tarjetas por minuto.
6. La IMB 405 se presentó en 1934. Esta fue durante muchos años la máquina básica de IBM para contabilizar información. En este modelo se expandió la capacidad, mayor flexibilidad de agrupación, entre otros. Fue, también, el producto básico de IBM durante la Segunda Guerra Mundial.
7. Los modelos 402 y 403 del año 1948 fueron sucesores modernizados de la IBM 405.
8. La IBM 407 se introdujo en 1949 y, posteriormente, fue adaptada para servir como input/output periféricos para una serie de primeras calculadoras y ordenadores. Su modelo de impresión se utilizó en la IBM 716 y, posteriormente, en la IBM 1130.